# Macroglossum regulus
Macroglossum regulus är en fjärilsart som beskrevs av Jean Baptiste Boisduval 1875. Macroglossum regulus ingår i släktet Macroglossum och familjen svärmare. Inga underarter finns listade i Catalogue of Life.